# Arboreto y jardines del Colonial Park
Los Arboreto y jardines del Colonial Park (en inglés: Colonial Park Arboretum and Gardens) es un arboreto y jardín botánico de 144 acres (58.3 hectáreas) de extensión, dentro del Colonial Park de 651 acres (263.5 hectáreas), que se encuentra en Franklin Township, Nueva Jersey. 
El código de reconocimiento internacional del "Colonial Park Arboretum and Gardens" como miembro del "Botanic Gardens Conservation Internacional" (BGCI), así como las siglas de su herbario es GOOT

## Localización
Colonial Park Arboretum and Gardens Somerset County Park Commission, Horticulture Department, Colonial Park 150 Mettlers Road, Franklin Township, Somerset county, New Jersey NJ 08873 Estados Unidos. 
Planos y vistas satelitales.40°30′32.4″N 74°34′26.76″O / 40.509000, -74.5741000
El arboreto está abierto de mayo a mediados de octubre. La entrada es libre.

## Historia
La creación de estos jardines y arboreto fueron impulsados por el primer horticultor Rudolf W. van der Goot de la Comisión del Condado de Somerset Park.
El arboreto y jardines están administrados por la "Somerset County Park Commission, Horticulture Department, Colonial Park". 
El Arboretum es de interés para los estudiosos de la botánica y horticultura, así como todos los aficionados a las plantas y los jardineros. 
Ahora está en la etapa inicial de una plantación de varios años y el proyecto de renovación, cada año habrá más nuevas e interesantes muestras para ver.

## Colecciones
El arboreto alberga especímenes de árboles ornamentales de flor, perennifolios, de sombra, coníferas enanas, y arbustos. Entre los árboles del arboreto destacan:
Abies, arces, Aesculus, Carpinus, Chamaecyparis, Cedrus, Celtis, Cephalotaxus, Ilex, Juniperus, Picea, Pinus, Quercus, y Sorbus.
Entre los jardines destacan: 
- Rudolf W. van der Goot Rose Garden, rosaleda de 1 acre (4,000 m²) de extensión, con más de 3,000 rosas de 325 variedades de cultivares;
- Fragrance and Sensory Garden (1981); el jardín de las fragancias y de los sentidos, situado detrás de la rosaleda, fue diseñado mostrando un interés especial hacia los visitantes con discapacidad visual o física. Con apelaciones del jardín a todos los sentidos. El jardín hundido está rodeado por un muro de piedra y lechos de cultivo elevados, lo que permite a los visitantes tocar fácilmente las plantas.
- Perennial Garden, este jardín de dos hectáreas, ubicado cerca del estacionamiento, fue fundado en 1976 por el primer horticultor Rudolf W. van der Goot de la Comisión del Condado de Somerset Park. Todas las plantas están etiquetadas con sus nombres comunes y científicos, por lo que el jardín es una excelente fuente de información para los estudiantes de horticultura y aficionados por igual. Se anima a los visitantes a pasear por los jardines, relajarse y disfrutar del jardín a través de los cambios de estación.
- Ornamental Grass Collection, la colección de hierbas ornamentales se encuentra cerca del área de estacionamiento y está diseñado para mostrar la gran variedad de hierbas ornamentales y plantas afines a disposición del público
- Shrub Collection, la colección de arbustos se encuentra detrás del jardín perenne. El objetivo principal de este jardín es dar a conocer las plantas que crecen bien en el centro de Nueva Jersey. Los lechos de cultivo están diseñados para atraer el interés del visitante durante todo el año mediante el uso de arbustos en flor, árboles, plantas perennes y pastos ornamentales.

El Delaware and Raritan Canal se encuentra en un lateral del arboreto.